# 1998-as wimbledoni teniszbajnokság
Az 1998-as wimbledoni teniszbajnokság az év harmadik Grand Slam-tornája, a wimbledoni teniszbajnokság 112. kiadása volt, amelyre június 22–július 5. között került sor Wimbledon füves teniszpályáin. A férfiaknál az amerikai Pete Sampras, nőknél a cseh Jana Novotná nyert.

## Döntők

### Férfi egyes
Pete Sampras -  Goran Ivanišević 6-7(2-7) 7-6(11-9) 6-4 3-6 6-2

### Női egyes
Jana Novotná -  Nathalie Tauziat 6-4 7-6(7-2)

### Férfi páros
Jacco Eltingh /  Paul Haarhuis -  Todd Woodbridge /  Jared Palmer 6-7(10-12) 6-3 6-4 7-6(7-4)

### Női páros
Martina Hingis /  Jana Novotná -  Lindsay Davenport /  Natallja Zverava 6-3 3-6 8-6

### Vegyes páros
Makszim Mirni /  Serena Williams -  Mahes Bhúpati /  Mirjana Lucic 6-4 6-4

## Juniorok

### Fiú egyéni
Roger Federer –  Irakli Labadze 6–4, 6–4

### Lány egyéni
Katarina Srebotnik –  Kim Clijsters 7–6(3), 6–3

### Fiú páros
Roger Federer /  Olivier Rochus –  Michaël Llodra /  Andi Rám 3–6, 6–4, 7–5 

### Lány páros
Eva Dyrberg /  Jelena Kostanić –  Petra Rampre /  Iroda Tulyaganova 6–2, 7–6(5)